# Sporidesmina
Sporidesmina is een geslacht van schimmels dat behoort tot de familie Xylariaceae. De typesoort is Sporidesmina malabarica.